# Synagogue de Hietzing (1929-1938)

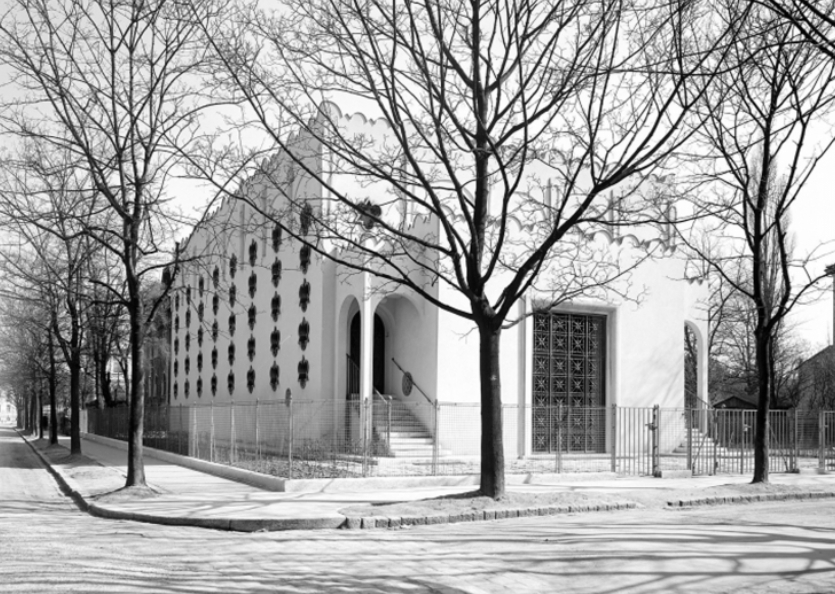
Synagogue de Hietzing en 1930

La synagogue de Hietzing aussi dénommée la Neue-Welt-Synagoge (synagogue du nouveau monde) ou Temple de Hietzing était la synagogue communautaire de Hietzing, XIIIe district de Vienne. La synagogue inaugurée en 1929 a été incendiée par les nazis en 1938 lors de la nuit de Cristal comme la plupart des synagogues et lieux de culte juif d'Allemagne et d'Autriche. 
Elle était située sur un terrain à l'angle de la Eitelbergergasse et de la Neue-Welt-Gasse, près de la limite entre les quartiers d'Alt-Hietzing et de Unter Sankt Veit.

## La communauté juive de Vienne – Hietzing
Dans la seconde moitié du XIXe siècle, les villages d'Alt-Hietzing et de Lainz se développent en quartiers résidentiels prisés des riches Viennois, d'abord pour des séjours saisonniers, puis comme résidences permanentes. En 1890/1892, Alt-Hietzing et Lainz, à l'exception de quelques zones, ainsi que les villages de Penzing, Breitensee, Baumgarten et Hütteldorf situés au nord de la rivière Vienne, sont incorporés à Vienne et forment le XIIIe arrondissement de Vienne sous le nom de Hietzing.
En 1867, l'Israelitische Kultusgemeinde Wien (IKG – Association cultuelle israélite de Vienne) reçoit ses statuts selon lesquels elle devient une société administrée de manière autonome avec un conseil d'administration de 20 membres. Avec l'introduction du suffrage censitaire, la communauté est structurée économiquement dans la seconde moitié du XIXe siècle, les représentants les plus riches se trouvent au sommet de la hiérarchie. Avec la promulgation de la nouvelle loi israélite le 31 mars 1890, l'administration d'une zone limitée localement est imposée aux communautés religieuses existantes. En 1890, lors de l'incorporation des villes de banlieue dans le Grand Vienne, les communautés juives déjà autonomes de Sechshaus XIIe et XVe arrondissements), d'Ottakring (XVIe et XVIIe arrondissements) et de Währing (XVIIIe et XIXe arrondissements) se trouvent rattachées à la communauté cultuelle israélite de Vienne. Il en est de même pour la communauté turque en 1896 et pour la communauté juive de Floridsdorf en 1907. En conséquence toutes les institutions, y compris les synagogues, les écoles et les organismes de bienfaisance, sont alors subordonnées administrativement à la communauté cultuelle israélite de Vienne.
En raison de la forte augmentation de la population juive dans l'entre-deux-guerres, on assiste à l'émergence de petites communautés de prière privées. En 1907, en plus des six synagogues communautaires, il existe environ 50 maisons de prière associatives d'une capacité totale de 19 000 sièges. L'IKG est responsable de subventionner ces petites associations cultuelles, soit par le biais de prêts soit par des subventions.  
Hietzing, qui avec Meidling et Rudolfsheim, était sous la responsabilité de l'association cultuelle de Sechshaus, comprend une importante population juive de 3 244 personnes en 1910. L'Association du temple Wien-Hietzing est approuvée en 1904 par le gouverneur de Basse-Autriche sous le titre Jüdischer Tempelverein für den XIII. Wiener Gemeindebezirk. Les administrateurs initiaux sont: S. Krenberger, directeur d'école privée; Julius Rosenzweig; Gustav Jakob; Bernol Picker; Herman Kuner, prothésiste dentaire et Salomon Beer. Selon les statuts de 1904, le but de l'association est: 
« (§1): Le but de l'association consiste en la création et en l'entretien d'un temple israélite dans le XIIIe arrondissement de la ville de Vienne et dans la bonne tenue du service religieux israélite et de toutes les cérémonies religieuses, avec le consentement de la communauté religieuse israélite de Vienne... (§4): Tout Juif quel que soit son âge ou son sexe» peut devenir membre de l'association. »
Pendant longtemps, l'association gère une maison de prière permanente au 132 Penzingerstraße, qui peut accueillir 130 fidèles, dont 40 femmes. Selon un rapport de l'Association du temple, il s'agit d'une modeste salle de prière formant un angle droit initialement destinée à être un café. En plus du manque d'espace, la salle présente plusieurs inconvénients : seule la première rangée de femmes peut voir l'officiant, l'allée entre les sièges n'est que de 90 cm. De plus, la bimah se trouve située entre l'Arche Sainte et la fenêtre orientale et à seulement 50 cm de la première rangée de bancs. Seulement cinq personnes peuvent se rassembler autour de la bimah. Pour les grandes fêtes, la communauté juive est obligée de louer une salle de l'auberge «Weißer Engel» sur la place Hietzinger.

En 1912, en raison du manque criant d'espace, l'Association du temple prend la décision de construire une nouvelle synagogue. Celle-ci va être financée par des dons privés. La profession des Juifs résidant à Hietzing suggère une population aisée. On trouve entre autres : un fournisseur de l'armée en matériel sidérurgique, des architectes, des avocats, le directeur du sanatorium Hacking (aujourd'hui: hôpital Saint-Joseph de Vienne), des membres du conseil d'administration de la radio autrichienne, des médecins, des tailleurs, des détaillants, le propriétaire d'une pharmacie etc…

## Construction de la synagogue

### 1912– Premier concours architectural
Un concours architectural est lancé en 1912 pour la construction d'une synagogue dans la Onno-Koppgasse (dans l'actuel Modèle:XIVeme district de Vienne). Le terrain est encadré de bâtiments des deux côtés et accessible par la rue depuis l'ouest. Le jury est composé des architectes Julius Deininger (1852-1924), Max Fabiani (1865-1962), Ernst Gotthilf (1865-1960), Oskar Strnad (1879-1934), Jakob Gartner (1861-1921), Ernst Lindner (1870-1956), Friedrich Schön (1857-1941/1945), du directeur de l'établissement d'enseignement privé pour le XIIIe district Salomon Krenberger (1861-1931) ainsi que du joaillier de cour Max Zirner (1857-1918). Parmi les architectes membres du jury, Deininger et Fabiani sont catholiques, et les autres sont juifs. Jakob Gartner est un architecte qui s'est spécialisé dans la construction de synagogues et a déjà à son actif à cette époque, la construction de nombreuses synagogues en Autriche et dans l'actuelle République tchèque, en Slovaquie, Roumanie et Hongrie. Ernst Lindner a construit au début du siècle la synagogue d'Ustroń (actuellement en Pologne) et Friedrich Schön celle de Mistelbach (en Basse-Autriche).
Parmi les 32 projets soumis, le jury décerne des prix aux travaux de Hugo Gorge (1883-1934), Rudolf Perco (1884-1942) et Ernst A. Heise. L'architecte Ernst Lichtblau (1883-1963), concepteur du style bosnien, qui a également participé au concours, n'est pas récompensé. 
Le concours est remporté par Hugo Gorge, un architecte juif né le 31 janvier 1883 à Butovice (quartier de Studénka, actuellement en République tchèque). Après des études à l'école des arts et métiers de Brünn (maintenant Brno en Tchéquie), il part pour Vienne et suit des cours à l'université technique. Puis en 1907, il passe en classe de maîtrise de Friedrich Ohmann à l'Académie des beaux-arts de Vienne. En 1910, il reçoit pour ses réalisations exceptionnelles une bourse de voyage de l'État qui lui permet de s'installer à Rome pendant pour compléter son cursus. Pendant ses études à l'académie, Gorge travaille dans le studio d'Ohmann, où il rencontre Oskar Strnad. Après son retour à Vienne en 1911, il l'emploie comme assistant à l'École des arts appliqués de Vienne. Ses relations de travail et sa collaboration avec Strnad ont été d'une très grande importance.  

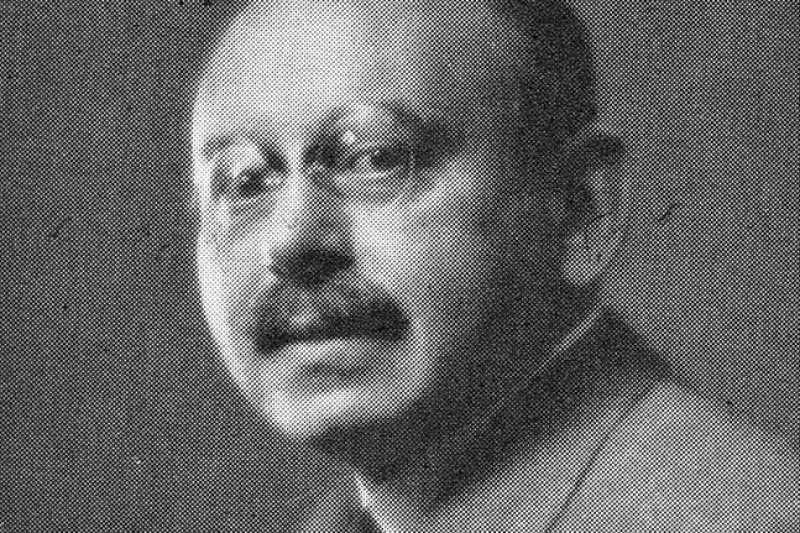
Hugo Gorge

Dans sa conception de la synagogue, Gorge met un accent particulier sur la transmission de l'écriture sainte à travers la lecture de la Torah. La mise en œuvre spatiale de cette thèse se manifeste à travers la bimah qui est située au milieu de la salle de prière. Cette typologie spatiale se retrouve déjà au Moyen Âge, par exemple dans la Synagogue vieille-nouvelle de Prague de 1270. Les sièges sont disposés autour de ce centre et l'Arche Sainte est située sur le mur Est de la salle de prière.
Selon Gorge, l'Arche Sainte ne doit pas être placée en face de l'entrée afin qu'elle ne puisse pas être vue avant que la personne ne soit entrée dans la synagogue. La disposition centrale de la bimah permet à toutes les personnes présentes de participer au service de la même manière. En sont exclues les femmes qui sont reléguées dans la galerie en étage, que l'on rejoint par un accès séparé. Gorge met également un accent particulier sur la création d'espaces séparés pour accueillir les défilés de l'Arche Sainte, les processions de mariage et d'autres rituels juifs. Côté rue, la synagogue offre une façade unie, percée uniquement par les portes et quelques fenêtres.
Dans le projet de Hugo Gorge, une cour-fontaine forme le centre du complexe, sur laquelle s'ouvrent tous les étages. Les grandes portes vitrées entre le vestiaire, le vestibule, les couloirs de communication et la cour restent adaptables permettant de créer un grand espace pour des offices importants.  Les couloirs sont aménagés de façon à rendre possible d'une part le défilé rituel des rouleaux de la Torah et d'autre part, la communication avec les vestiaires et les sorties de secours. La salle de prière pour les jours de semaine sert également de salle de classe et est reliée à la salle principale par des fenêtres afin de permettre une utilisation commune lors des jours de grande fête. Au rez-de-chaussée se trouve également la salle de préparation où la mariée agence sa tenue et où se déroule la signature des documents de mariage, la chambre du rabbin et les toilettes. Comme la profondeur de construction prescrite est de 18 m, Gorge a divisé l'escalier de secours en deux parties à l'arrière de la construction. À gauche, il a situé le jardin et à droite la cour d'honneur, qui offre assez d'espace pour installer la cabane pour la fête de Souccot.  L'escalier de secours prescrit par la loi est conçu comme un escalier de jardin, et sert également de liaison entre le jardin et le premier étage lors des événements festifs de la communauté.  
Au premier étage, se trouve une salle de conférence avec terrasse, la pièce du président de la communauté reliée à une pièce pour la secrétaire, un vestibule spacieux, une réserve de sièges et des toilettes pour hommes et femmes. Au deuxième étage on trouve la galerie des femmes, des toilettes et un vestiaire, l'appartement du hazzan (chantre) et un couloir extérieur qui s'ouvre sur le balcon des chanteurs. Une salle de repos est également prévue pour les femmes afin qu'elles puissent se reposer lors de longues cérémonies pendant la période des fêtes. Au dernier étage, il y a l'appartement du serviteur du temple, une salle de bains, une buanderie, un séchoir et une pièce pour l'archivage. Certaines parties du rez-de-chaussée possède un sous-sol.
Le jardin avant d'environ 4 m de profondeur est séparé de la rue par une grille. La façade sur rue est faite de maçonnerie de pierre de carrière avec des bandes de mortier blanches. Le jardin et la façade de la cour sont plâtrés et colorés en jaune. Les dalles de Kelheim sont utilisées pour le sol de la cour, des vestiaires, du vestibule et des couloirs de liaison au rez-de-chaussée. La salle de prière de la synagogue possède un plancher en bois. Les allées du jardin, la bordure des parterres de fleurs et la cour d'apparat sont pavées de briques. Les murs sont prévus en blanc par Gorge, le vestibule et une partie de la salle de prière sont recouverts de tissus sombres, sur lesquels se détachent les lampes en laiton poli. Il en va de même avec les dix lampes suspendues qui éclairent la bimah. Le plancher de la bimah et les marches menant à l'Arche Sainte sont revêtus de dalles de marbre. L'Arche elle-même est en bois d'ébène habillé de laiton. La pièce pour la mariée au rez-de-chaussée est lumineuse et conviviale avec de la soie légère comme tenture murale et un plafond en bois.
Le déclenchement de la Première Guerre mondiale arrête le projet de construction de la synagogue qui est reporté à une date ultérieure. Le projet retenu de Hugo Gorge ne sera pas réalisé. 

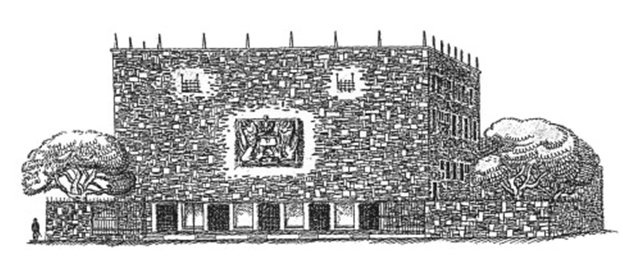
Perspective de la façade.
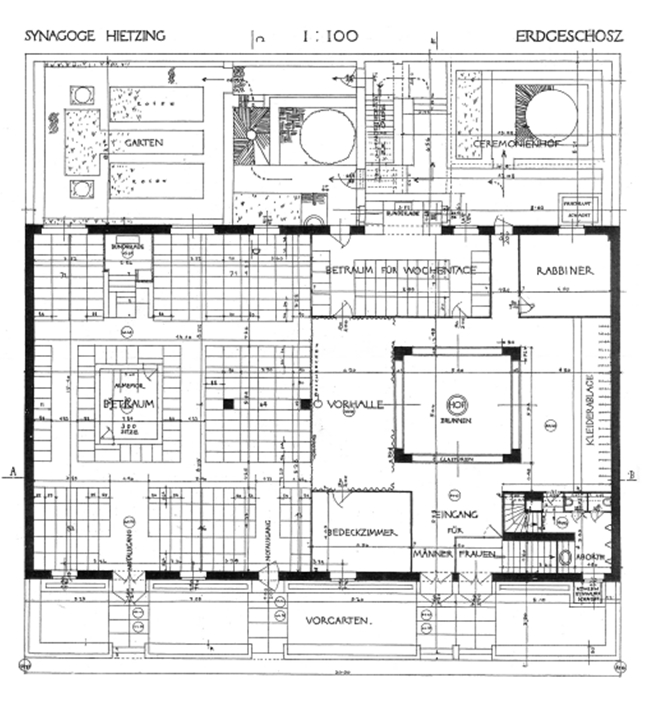
Plan du rez-de-chaussée
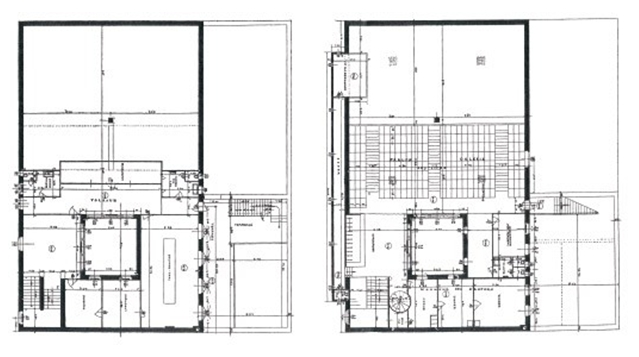
Plan du 1er étage et de la galerie des femmes
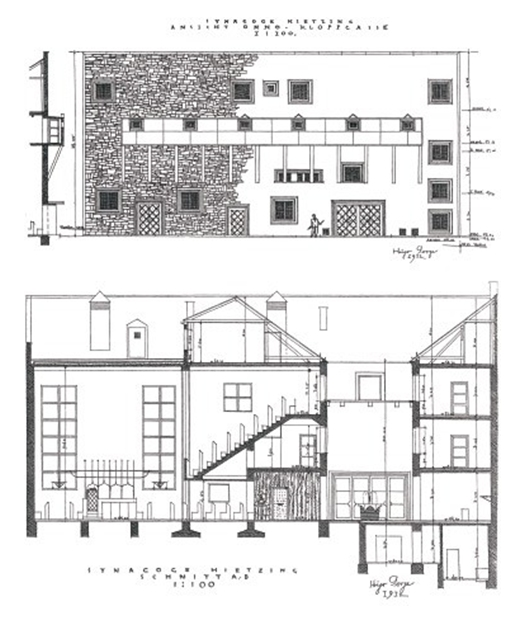
Plan de la façade et coupe longitudinale
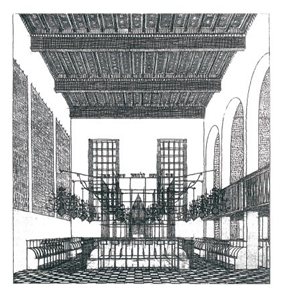
Aperçu de l'intérieur de la salle de prière

### 1924– Second concours architectural
En janvier 1924, l'Association du temple du XIIIe district Hietzing achète un terrain situé 22 Eitelbergergasse afin d'y construire sa synagogue. Dans les années 1890, le terrain appartenait à Julius Frankl. Celui-ci l'a vendu le 24 avril 1906, pour 74 761,92 couronnes à Alexander et Ella Zirner. Le 29 janvier 1924, M. et Mme Zirner le vendent à l'Association du temple pour la somme de 700 000 000 couronnes, somme apparemment énorme due à l'inflation galopante.    
Le changement du lieu de construction, dont on ignore la cause, impose un nouvel appel d'offres en raison de nouvelles exigences. Alors qu'avant-guerre, la synagogue devait être construite entre deux structures existantes, cette fois-ci, la synagogue doit être construite comme une structure autonome. 
L'Association du temple lance un concours international réservé aux architectes juifs. Josef Hoffmann (1870-1956), Alexander Neumann (1861-1947), Emil Hoppe (1876-1957) et Arnold Karplus (1877-1943) font partie du jury. Josef Hoffmann, qui a cofondé le mouvement de la Sécession viennoise avec Josef Maria Olbrich et Gustav Klimt, en 1897 préside le jury.  Le conseiller de construction juif Alexander Neumann a étudié à l'école de construction de l'université technique de Vienne et a construit un certain nombre de bâtiments résidentiels, commerciaux et publics en Autriche et à l'étranger. Emil Hoppe a participé à la construction de la synagogue de Trieste et Arnold Karplus qui émigrera à New York en 1939, a auparavant réalisé de nombreux projets en Autriche-Hongrie.
Le concours concerne la construction de la synagogue et du centre communautaire. Le projet gagnant, d'Arthur Grünberger (1882-1935), présente l'avantage de répartir les deux fonctions en deux structures séparées contrairement à tous les autres projets proposés où synagogue et centre communautaire sont réunis dans une même structure. Grünberger ayant émigré en 1923 aux États-Unis au moment du concours, son projet est présenté par l'architecte viennois Adolf Jelletz (1879-1936) qui sera chargé de suivre les travaux.         
Le deuxième prix revient à l'architecte de renommée internationale Richard Neutra (1892-1970), mais son projet est rejeté par le président du jury car l'édifice est anonyme et ne possède pas le caractère d'un édifice sacré.
L'architecte Fritz Landauer (1883-1968), né à Augsbourg, reçoit le troisième prix pour son projet Aus Erfahrung (Par expérience). En plus de cela, Landauer avait présenté deux autres œuvres portant les désignations Selbstverständlich (Bien entendu) et ML Wien, qui n'ont cependant pas été récompensées. Pour son projet primé, Landauer s'est inspiré de la synagogue d'Augsbourg achevée en 1917, dont il est le concepteur avec l'architecte D. Heinrich Lömpel. Sans la coupole typique de la synagogue d'Augsbourg, son projet ressemble à une version modernisée d'une synagogue fortifiée.
Hugo Gorge, vainqueur du premier concours en 1912, répond aussi au nouveau concours, mais doit modifier entièrement son premier projet et n'est pas primé.

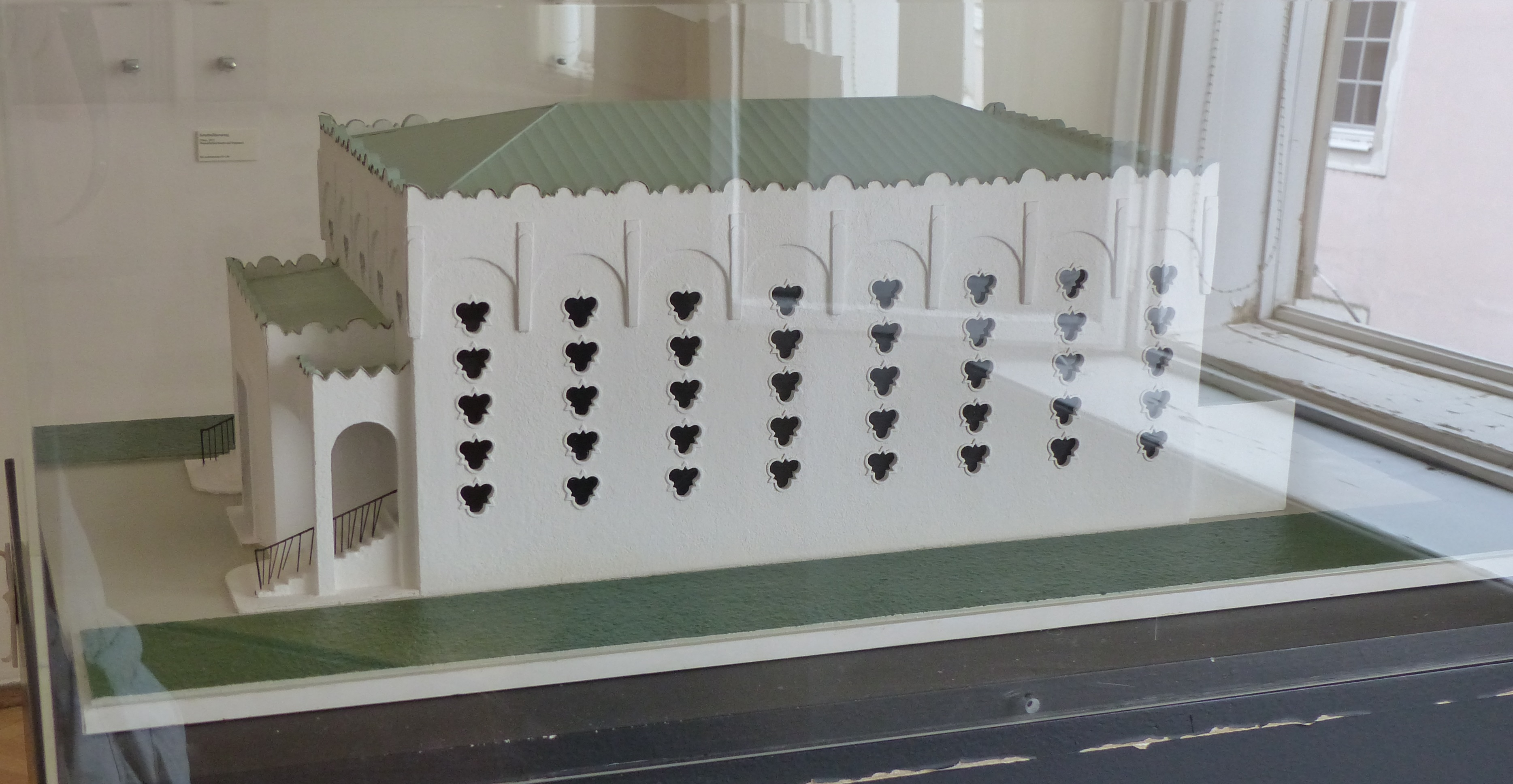
Maquette de la synagogue présentée au Musée juif autrichien

### L'architecteArthur Grünberger
Arthur Grünberger, né le 11 avril 1882 à Fulnek, en Moravie, commence son apprentissage d'architecte en suivant des cours de 1899 à 1905 à l'université technique de Vienne sous la direction de Karl König et de Karl Mayreder. Il étudie ensuite pendant un an à l'académie des beaux-arts avec Friedrich Ohmann, puis effectue des voyages d'études qui le conduisent en Allemagne, en Italie, en Angleterre, en France, en Belgique et aux Pays-Bas.
En 1923, Grünberger émigre aux États-Unis pour des raisons inconnues et commence à travailler dans un bureau d'architecture à San Francisco. La même année, il participe au concours de la synagogue de Hietzing avec son ancien camarade Adolf Jelletz. En 1926, il s'installe à Los Angeles et travaille pour le cinéma comme scénographe et décorateur. 
En Amérique, Grünberger ne réalise aucun projet architectural mais se concentre sur l'équipement environnemental de divers films comme Central Park (1932) ou Travelling Saleslady (1935). Arthur Grünberger décède le 21 août 1935 à Los Angeles. 
Avant son départ aux USA, Grünberger avait réalisé à Vienne deux villas en 1913 et 1914, ainsi qu'un immeuble résidentiel à Vienne Währing en collaboration avec Erich Ziffer (1883-1942). Après avoir gagné le concours pour la synagogue de Hietzing, il construira en 1928-1929 deux maisons jumelles au 80-82 Jadgschlossgasse dans le Werkbundsiedlung.

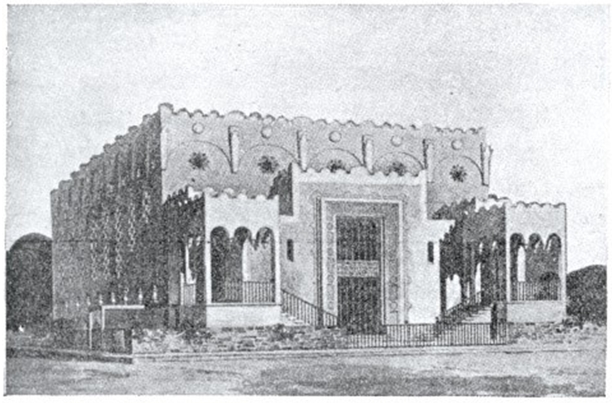
Perspective de la synagogue
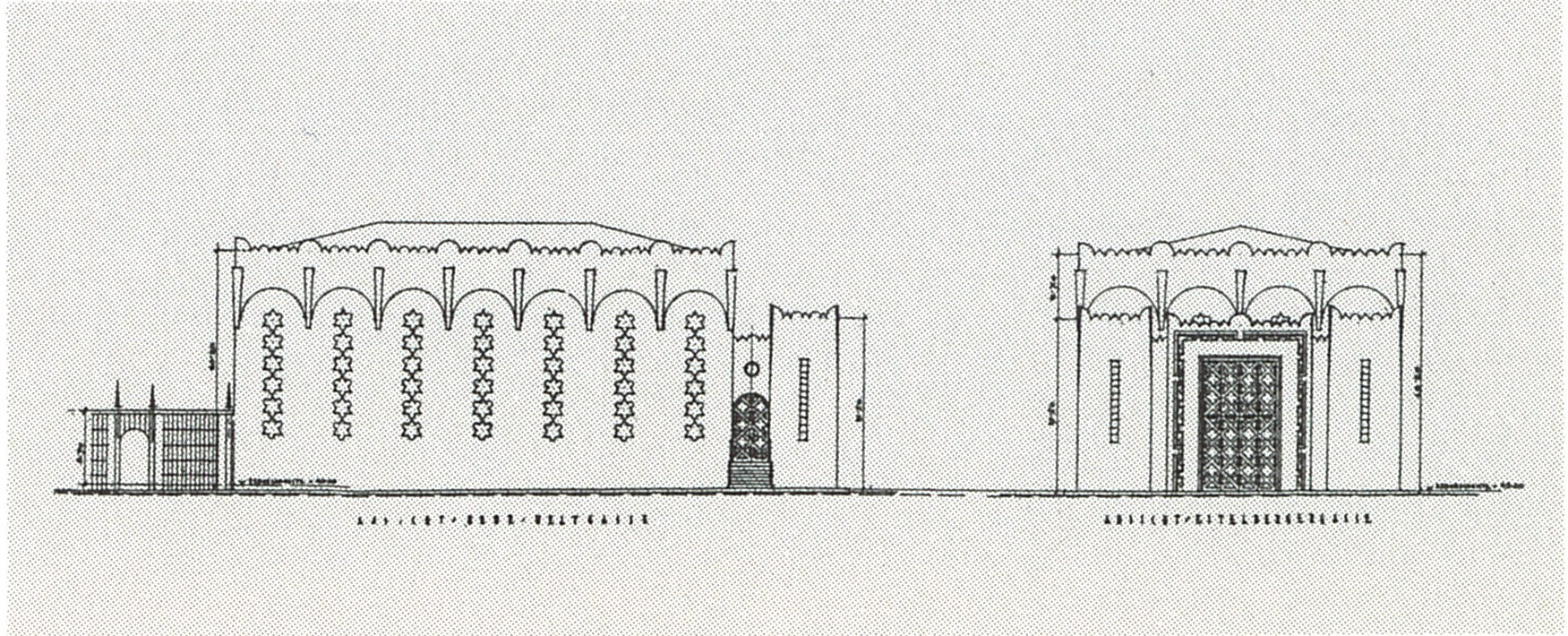
Vue extèrieure de la synagogue
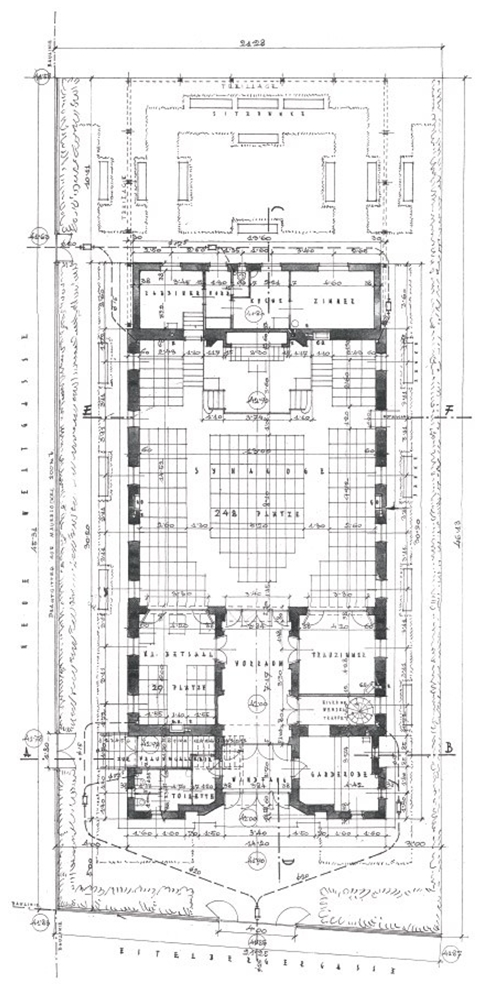
Plan du rez-de-chaussée
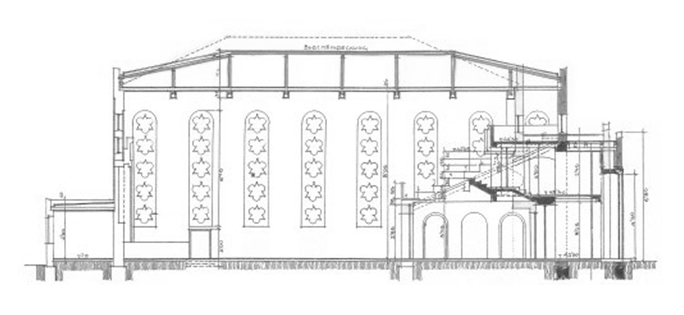
Coupe longitudinale
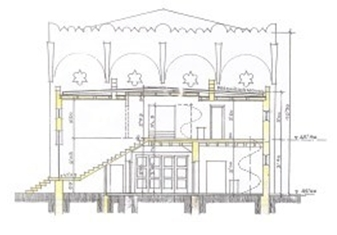
Coupe transversale 1
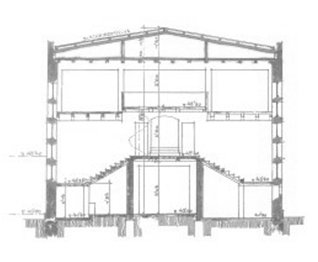
Coupe transversale 2

## Description de la synagogue
Grünberger remporte le concours avec son projet dénommé 1924, en ayant divisé spatialement les fonctions : la synagogue située sur la parcelle de gauche et le centre communautaire avec les salles administratives sur la parcelle de droite. Pour des raisons inconnues, probablement financières, seul le bâtiment de la synagogue sera construit, ce qui conduira Grünberger a modifier sa proposition pour y incorporer les fonctions administratives. 
Le permis de construire est délivré le 2 août 1928 et le certificat de conformité le 23 septembre 1929. L'architecte juif Adolf Jelletz, qui a participé au concours avec Grünberger, prend en charge la gestion et la planification de la construction. La société Melcher & Steiner est chargée de la construction de la synagogue.
Le bâtiment a une structure parallélépipédique rectangle de 23,70 m de longueur, 14,20 m de largeur et 10,20 m de hauteur. Devant le bâtiment, se trouvent le portail d'entrée avec les dimensions de 9,54 m x 2,90 m du côté ouest et une pièce pour le rabbin du côté est. En tout, les dimensions extérieures au sol de l'ensemble sont de 30,20 m x 14,20 m.
L'accès à la synagogue par le portail principal est réservé aux hommes, les femmes y pénètrent par des escaliers sur le côté qui mènent sous des auvents en forme de baldaquin. Le vestibule puis l'antichambre mènent à la salle de prière, suivant un axe central ouest-est. Les vestiaires, les toilettes avec urinoirs attenants, la salle de mariage et une petite salle de prière de 34 places, utilisée en semaine se situent de part et d'autre de l'antichambre. Comme la deuxième parcelle n'a finalement pas été édifiée, Grünberger construit une petite extension d'un étage derrière le mur est de la synagogue pour y inclure la chambre du rabbin, des toilettes, une cuisine et une autre pièce. 
Les deux escaliers menant à la galerie des femmes à l'étage supérieur donnent sur une antichambre à partir de laquelle on accède aux vestiaires des femmes et aux toilettes. Ce vestibule donne également accès à une petite pièce de rangement et à un escalier en colimaçon verrouillable qui mène à la galerie de musique. La galerie des femmes dispose de 136 places. Au-dessus de la galerie des femmes, se trouve la galerie de musique accessible soit par l'escalier en colimaçon, soit par les escaliers de la galerie des femmes.
La synagogue est couverte d'un toit en croupe, encerclé d'un parapet crénelé. L'historien d'art autrichien Max Eisler (1881-1937) note une ressemblance avec les anciennes synagogues fortifiées de Podolie et de Volhynie en Ukraine. Les fenêtres, qui représentent des étoiles de David combinées avec trois feuilles de trèfle, segmentent la façade en parties de taille égale. Chaque segment se compose de cinq fenêtres disposées les unes au-dessus des autres, en légère saillie sur la façade et d'un crénelage circulaire. Avec cet alignement, Grünberger cherche probablement à assurer un éclairage constant de l'intérieur. Carol Herselle Krinsky, historienne américaine en architecture, professeure à l'université de New York décrit les formes mauresque comme suit: 
« Ces courbes et ces pointes rythmiquement différentes ressemblaient à de l'écriture arabe, ce qui donnait à la structure simple et" moderne "une note exotique ... »
La bimah et l'Arche Sainte sont positionnées sur le mur est selon l'usage et sont accessibles par deux marches des deux côtés. La balustrade de la bimah est probablement en fonte et le sol revêtu de marbre blanc.
Les murs extérieurs porteurs sont réalisés avec une épaisseur de 60 cm, tous les autres murs porteurs ont 38 cm d'épaisseur et tous les murs non porteurs 12,5 cm d'épaisseur. Les murs intérieurs sont enduits de plâtre blanc. 
Afin de trancher sur le blanc des murs, le mobilier intérieur, les portes, l'Arche Sainte et les bancs sont en bois foncé, avec seulement quelques bandes décoratives sur les portes en bois plus clair. Le portail principal présente des décorations en forme de losange en vitrage, laissant passer un peu de lumière du jour dans le vestibule et l'antichambre. L'Arche Sainte en bois est surmontée des Tables de la Loi et couronnée d'un soleil doré.
L'éclairage artificiel de la salle de prière est réalisé par des luminaires sphériques fixés soit individuellement soit par trois sur les parois latérales entre les fenêtres et par des lustres formés de cinq globes pendant du plafond. 

## Destruction de la synagogue
Le 18 avril 1938, lors d'une perquisition dans les locaux de la société Münster & Co et de la société Bruno Weiss, des livrets d'épargne de l'Association du temple et de l'argent liquide sont confisqués. Les actifs confisqués se composent d'un livret de dépôt à la Caisse d'épargne centrale de Vienne pour 4 600 schillings, d'un chéquier postal pour 358,84 schillings et d'un montant en espèces de 437,87 schillings. L'argent économisé ne pouvant plus être utilisé, il devient impossible de payer les salaires et autres engagements. Ni l'intervention du chantre Franz Stern au consulat général royal de Hongrie pour le paiement de son salaire, ni la demande de remboursement des comptes d'épargne n'aboutissent.
La synagogue est détruite en novembre 1938 lors de la nuit de cristal. Quelques jours plus tard, le 29 novembre 1938, l'argent saisi est transféré   au Stillhaltekommissar für Organisationen, Vereine und Verbände (Commissaire conservateur pour les organisations, associations et clubs). Au début de décembre 1938, plusieurs entreprises de démolition répondent à l'appel d'offres pour la démolition de la synagogue. Parmi elles, l'entreprise de démolition Walter Gauf, qui, moyennant un supplément de 300 RM, remporte l'appel d'offres. La propriété de 969 m2, expropriée est gérée par l'Aufbaufond Vermögensverwaltungs Ges.m.b.H (Société de gestion des actifs immobiliers) est estimée à 12 600 RM et mise en vente. L'école de conduite Hietzing, qui désire construire un garage fait une proposition à 10 000 RM et Emma Finsterer à 12 200 RM, mais c'est finalement, Franziska Gauf, épouse de l'entrepreneur de démolition Walter Gauf, qui est retenue et qui achète le terrain pour la somme de 10 800 RM. La vente est enregistrée devant notaire le 13 octobre 1939.
Dès le 10 août 1939, Walter Gauf avait écrit au commissaire conservateur, le chef de service König, et lui avait demandé immédiatement l'achat de la propriété: 
« J'ai démoli la synagogue de la Eitelbergergasse à Vienne XIIIe district en votre nom et, malgré les plus grands efforts, je n'ai pas pu gagner d'argent avec cette démolition, mais au contraire j'ai subi une perte vérifiable de 2 500 RM. Pour dégager complètement le chantier, il faut morceler et enlever 150 m2 de blocs de béton, ce qui nécessite encore une dépense de 1 500 RM. Je ne pouvais pas prévoir que ce béton serait aussi dur lorsque j'ai fait l'offre de démolition à ce moment-là, car on utilise généralement un mélange de 1 à 8 pour les bâtiments, mais pour ce bâtiment, ils ont utilisé un mélange de 1 à 3. De plus, chaque joint et fissure du bâtiment a été colmaté avec du béton, et les fondations s'enfoncent dans le sol à plusieurs mètres de profondeur. Compte tenu des circonstances mentionnées, je demande que mon offre d'achat ci-jointe soit acceptée, afin que je puisse couvrir les dommages que j'ai subis lors de la démolition. »
En décembre 1939, le département de la police du bâtiment de l'administration du Reichsgau de Vienne rapporte au ministère des Affaires intérieures et culturelles que la synagogue au 22 Eitelbergergasse à Vienne XIIIe est "démolie".
Après la Seconde Guerre mondiale, la Communauté israélite de Vienne (IKG), qui représente l'Association du temple qui n'a pas été refondée après la guerre, détermine les actifs confisqués de celle-ci. Selon l'article § 924 de la loi N054 BGB de l'Etat du 6 janvier 1947, une procédure de restitution est ouverte le 22 juillet 1948. Sur la base des conclusions du 5 avril 1950 de la commission de remboursement du tribunal régional référencées 59 RK 89 / 48-13, les biens sont restitués par Franziska Gauf à la Communauté israélite de Vienne. Le 19 décembre 1968, la propriété est vendue par l'IKG Vienne pour la somme de 156 768 schillings à Heinrich Fellner, qui, avec d'autres copropriétaires, va construire un immeuble en copropriétés selon un permis de construire accordé le 24 juin 1969.

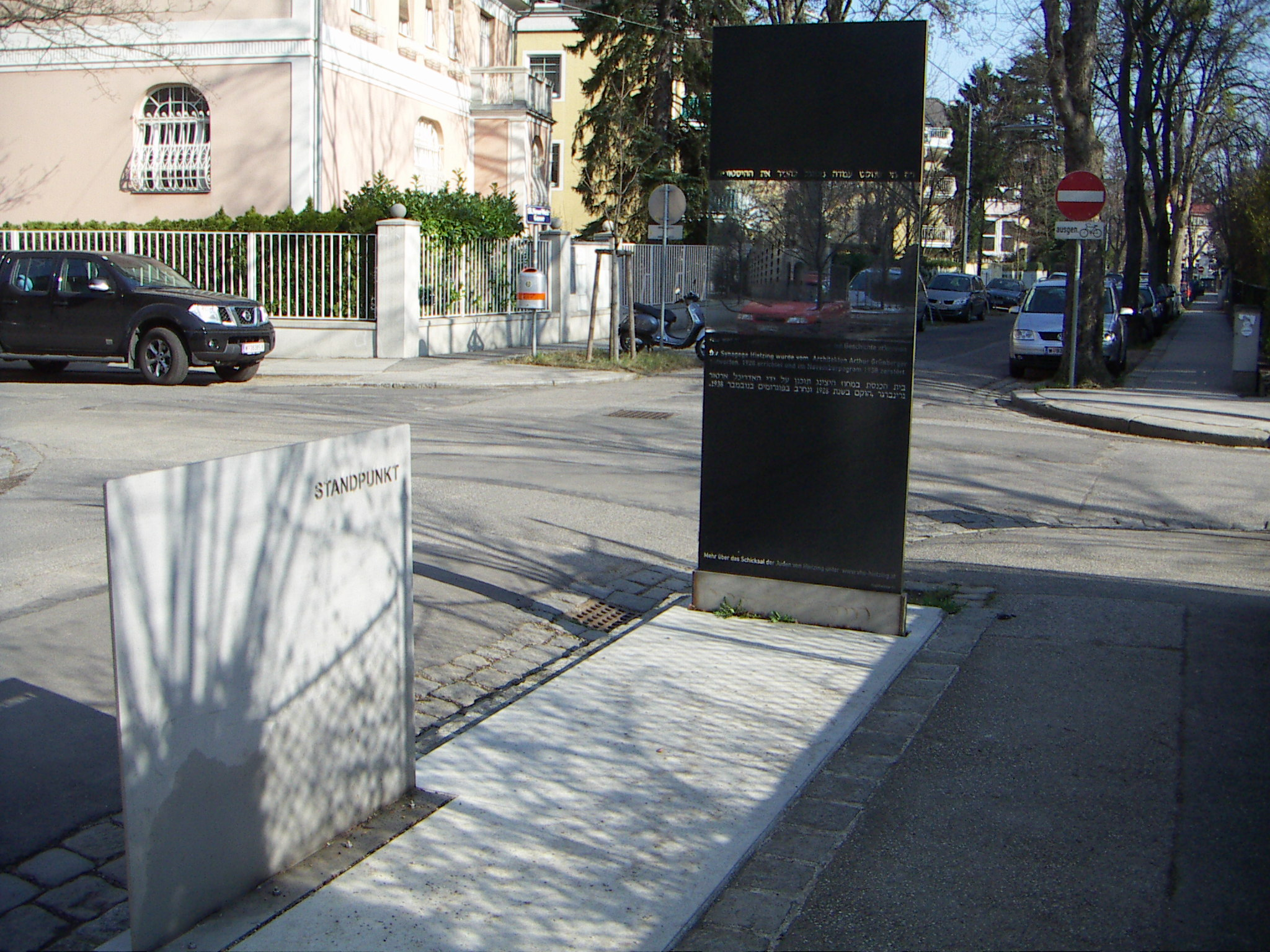
Mémorial pour la synagogue détruite

## Mémorial
En 1945, une plaque de cuivre est installée au 22 Eitelbergergasse pour rappeler l'ancienne synagogue. En 2000, le Centre d'éducation des adultes de Hietzing, sous la direction de son directeur Robert Streibel, lance un projet sur l'histoire des Juifs de Hietzing. En 2004, un mémorial réalisé par le sculpteur Hans Kupelwieser est érigé à l'angle de la Eitelbergergasse et de la Neue-Welt-Gasse. L'artiste a représenté l'image de la synagogue détruite sur une plaque de plexiglass,.